# International Finance Centre
Het International Finance Centre (Chinees: 國際金融中心) is een kantorencomplex in Hongkong, China. Het bevat twee wolkenkrabbers, een winkelcentrum en een hotel, het Four Seasons Hotel Hong Kong. Met de naam wordt ook de hoogste van de twee wolkenkrabbers van het complex aangeduid, eigenlijk Two International Finance Centre (of Two IFC) een 415 m hoge wolkenkrabber die van 2003 tot 2010 de hoogste was van Hongkong, tot de opening van het International Commerce Centre. 
Het IFC bevindt zich prominent zichtbaar aan de waterkant in Central District op Hongkong Island. Onder het complex is het Hongkong station gelegen van de Airport Express van de metro van Hongkong, een knooppunt in het vervoersnetwerk van de stadstaat, en de directe verbinding naar Chek Lap Kok Airport, de internationale luchthaven van Hongkong.
Het complex is eigendom van en wordt beheerd door IFC Development, een consortium van Sun Hung Kai Properties, Henderson Land en Towngas.
De werken startten in 1998 aan One IFC, een 210 m hoge wolkenkrabber met 39 verdiepingen bediend door 18 liften. Het gebouw biedt 72.800 m² kantoorruimte waar circa 5.000 personen werken, waaronder personeel van de  ING Bank, Sumitomo Mitsui Banking Corp, Fidelity International, de Mandatory Provident Fund Schemes Authority en de Financial Times.
Two IFC biedt ruimte aan 15.000 werknemers. Onder de 62 liften bevindt zich ook een aantal dubbeldeksliften, zodat personen gelijktijdig op twee niveaus kunnen in- en uitstappen.
Het Four Seasons Hotel opende in oktober 2005. Het 206 m hoge gebouw aan de waterkant met 60 verdiepingen is het enige hotel van die keten in Hongkong. In het hotel zijn 399 gastenkamers en 519 appartementen met hotelbediening.
De IFC shopping mall biedt op vier verdiepingen 75.000 m² winkelruimte aan voor voornamelijk luxe merken. In het winkelcentrum zijn ook meerdere restaurants gevestigd. De eerste van de zes Apple Stores van Hongkong opende hier in 2011.
Two IFC is het gebouw in aanbouw waar Lara Croft afspringt in Lara Croft Tomb Raider: The Cradle of Life. Batman springt van Two IFC naar One IFC om in dit laatste gebouw een gevecht aan te gaan in The Dark Knight. In 2003 plaatsten Financial Times, HSBC en Cathay Pacific een gigantische advertentie op Two IFC, een advertentie die met een lengte van 230 m meer dan 50 verdiepingen hoog was en een oppervlakte had van 19.000 m² waarmee dit de grootste advertentie ooit op een wolkenkrabber werd.